# Chato González
Chato González (Madrid, España; 3 de enero de 1944 - 8 de agosto de 2024) fue un futbolista y entrenador de fútbol español que jugó en la posición de centrocampista.

## Carrera

### Club
| Periodo   | Club                      |
| --------- | ------------------------- |
| 1963–1966 | Real Madrid B             |
| 1965–1966 | → Rayo Vallecano (cedido) |
| 1966–1971 | Real Madrid CF            |
| 1969–1970 | → Real Murcia (cedido)    |
| 1971–1973 | Xerez CD                  |

### Selección nacional
Jugó para la selección olímpica de España en 17 ocasiones de 1965 a 1968 y anotó un gol.

### Entrenador
| Periodo   | Club           |
| --------- | -------------- |
| 1978–1979 | Rayo Vallecano |
| 1980–1981 | Rayo Vallecano |
| 1983–1989 | RSD Alcalá     |
| 1989–1992 | Real Ávila CF  |
| 1992–1994 | CP Cacereño    |
| 1994      | Real Murcia    |
| 1995      | Getafe CF      |
| 1996–1997 | Córdoba CF     |
| 1999      | Real Murcia    |
| 2001–2002 | Real Murcia    |

## Logros
- La Liga: 1966–67, 1967–68, 1968–69